# Drepanulatrix unicalcarata
Drepanulatrix unicalcarata är en fjärilsart som beskrevs av Achille Guenée 1858. Drepanulatrix unicalcarata ingår i släktet Drepanulatrix och familjen mätare. Inga underarter finns listade i Catalogue of Life.